# Leptothorax tyndalei
Leptothorax tyndalei är en myrart som beskrevs av Auguste-Henri Forel 1909. Leptothorax tyndalei ingår i släktet smalmyror, och familjen myror. Inga underarter finns listade i Catalogue of Life.